# Peter Hochschorner
Peter Hochschorner (ur. 7 września 1979 w Bratysławie) – słowacki kajakarz górski. Trzykrotny złoty medalista olimpijski.
Startuje w slalomie w kanadyjce-dwójce (C-2) wspólnie ze swoim bratem bliźniakiem Pavolem. W 2000 zostali mistrzami olimpijskimi (wyprzedzili polski duet Kołomański/Staniszewski), cztery lata później obronili tytuł. W 2008 po raz trzeci stanęli na najwyższym stopniu podium. Wielokrotnie stawali na podium mistrzostw świata (tytuły mistrzowskie w 2002, 2007 i 2009) oraz Europy.

## Odznaczenia i nagrody
- W 2008 roku otrzymał Krištáľové krídlo[2]

- Order Ľudovíta Štúra I Klasy – 2010[3]